# 69159 Ivanking
69159 Ivanking è un asteroide della fascia principale. Scoperto nel 2003, presenta un'orbita caratterizzata da un semiasse maggiore pari a 2,6446095 UA e da un'eccentricità di 0,2296823, inclinata di 14,57121° rispetto all'eclittica.